# Lars Harald Riiber
Lars Harald Riiber (auch Lars Harold Riiber) ist ein norwegischer Poolbillardspieler.

## Karriere
1985 gewann Lars Harald Riiber seine ersten Medaillen bei der norwegischen Meisterschaft der Herren. Er belegte den dritten Platz im 14/1 endlos und nach einer Finalniederlage gegen Torstein Wik den zweiten Platz im 9-Ball. Ein Jahr später wurde er im Finale gegen Reidar-Rune Larsen norwegischer Meister im 9-Ball. Bei der Europameisterschaft 1986 erreichte er im 8-Ball und im 9-Ball den dritten Platz. 1987 gewann er den nationalen Meistertitel im 8-Ball, ein Jahr später im 9-Ball. Bei der EM 1990 wurde er Dritter im 9-Ball. Nachdem er von 1988 bis 1990 dreimal in Folge norwegischer 14/1-endlos-Meister geworden war, verlor er 1991 das Finale gegen Vegar Kristiansen. Bei der EM 1992 gewann Riiber die Bronzemedaille im 14/1 endlos. 1994 wurde er im 8-Ball durch einen Finalsieg gegen Vegar Kristiansen zum bislang letzten Mal norwegischer Meister.
Mit der norwegischen Nationalmannschaft wurde Riiber fünfmal EM-Dritter (1986, 1988, 1989, 1990, 1992).

### Karambolage
Riiber ist auch in der Billardvariante Karambolage erfolgreich. Im November 2015 erreichte er das Finale der norwegischen Meisterschaft in der Disziplin Dreiband und unterlag Ismail Rukan Ercan nur knapp mit 23:24. 2016 belegte er in der Gesamtwertung der norwegischen Karambolage-Turnierserie den ersten Platz.

## Erfolge
| Norwegischer 9-Ball-Meister:      | 1986, 1988       |
| Norwegischer 8-Ball-Meister:      | 1987, 1994       |
| Norwegischer 14/1-endlos-Meister: | 1988, 1989, 1990 |